# Petravec
Petravec je naseljeno mjesto u Republici Hrvatskoj u Zagrebačkoj županiji. 

## Zemljopis
Nalazi se u Vukomeričkim goricama, a administrativno je u sastavu grada Velike Gorice. Proteže se na površini od 1,65 km².

## Stanovništvo
Prema popisu stanovništva iz 2011. godine Petravec ima 76 stanovnika koji žive u 29 domaćinstava. Gustoća naseljenosti iznosi 46 st./km².
| broj stanovnika | 137   | 142   | 142   | 146   | 153   | 170   | 161   | 158   | 145   | 144   | 144   | 123   | 112   | 130   | 90    | 76    | 78    |
|                 | 1857. | 1869. | 1880. | 1890. | 1900. | 1910. | 1921. | 1931. | 1948. | 1953. | 1961. | 1971. | 1981. | 1991. | 2001. | 2011. | 2021. |

## Povijest
Malo turopoljsko selo Petravec (Petravci) se po prvi put spominje pod ovim imenom sredinom XVI stoljeća. Prvobitno ime toga sela bilo je Ratkov vrh ili Radkovac (Ratkow Wrh, Radthkox Verh), vjerojatno po Ratku, ocu Lovrinom, koji se u pismima spominje još 1333 g., ali po svemu sudeći, nije se smatralo posebnim selom sve do početka XVI. vijeka. Zna se da se već godine 1645. zove Ratkov vrh ili Petravski vrh.
Godine 1549. i 1551. živio je u Ratkovom vrhu plemic Marko Prvonožec, čija porodica potječe iz Jerebića.
Godine 1552. spominje se tamo plemić Toma Petravić, sin Tome Petravića iz Jerebića. Taj isti spominje se i u kraljevskoj darovnici (Ferdinand I.) 1561., kojom je kralj njemu i nekim drugima potvrdio posjede Jerebića i Cvilkova. Godine 1560. spominje se tamo i Martin Prvonožec, i to prigodom obnove turopoljskoga bratstva. Godine 1569. živio je tamo Fabijan Petravić.
Popis plemića turopoljskih iz g. 1632. spominje tamo slijedeće plemićke porodice: Petravić, Kos, Bručak, Ostoić, Kerhnijević I Gomogojac, koji je dobio tamo posjed od Petra Mikšića. Tek polovinom XVI. vijeka počelo se to selo nazivati Petravcima, i to kako iz gornjega vidimo po porodici Petravić.